# Квинт Попедий Силон
Квинт Попе́дий Сило́н (лат. Quintus Poppaedius Silo; умер в 88 году до н. э.) — италийский военный деятель, предводитель марсов в Союзнической войне. Был одним из двух консулов Италийского союза, в 88 году до н. э. стал главнокомандующим армией италиков. Погиб в сражении.

## Биография
Квинт Попедий был одним из самых влиятельных представителей племени марсов. Согласно Плутарху, он дружил с Марком Ливием Друзом и останавливался в его доме во время своих приездов в Рим. Однажды Силон попросил маленьких племянников Друза, Квинта Сервилия Цепиона и Марка Порция Катона, похлопотать перед дядей, чтобы тот помог италикам получить римское гражданство; Катон ответил отказом и не уступил, даже когда Силон угрожал выбросить его в окно.
Во время своего трибуната (91 год до н. э.) Друз действительно хотел добиться гражданства для италиков, но его планы не осуществились, а сам он был убит. Узнав об этом, Силон повёл на Рим 10 тысяч вооружённых марсов, чтобы поддержать сторонников Друза и предъявить Риму ультиматум о предоставлении гражданства. Навстречу этому войску вышел, согласно Диодору Сицилийскому, некто Гай Домиций (возможно, Гней Домиций Агенобарб), который «возразил, что они добьются гражданства с меньшим риском и с большим почётом, если обратятся к сенату способом не столь воинственным; сенат, сказал он, дарует эту милость союзникам, если вместо принуждения предъявляют ходатайство». Квинт Попедий, выслушав это, увёл армию домой, а Рим, таким образом, был спасён «от смертельной опасности».
Тем не менее в конце того же года италики восстали против Рима. Силон стал одним из двух консулов Италийского союза наряду с Гаем Папием Мутилом и возглавил войска марсов. Аппиан называет его одним из «общих предводителей с неограниченной властью над всем союзным войском», Веллей Патеркул причисляет к «наиболее знаменитым полководцам» италиков; некоторые источники именуют Силона императором.
На первом этапе восстания Квинт Попедий выступал за мирное урегулирование проблемы. Получив от римского сената отказ вести переговоры, он без колебаний перешёл к боевым действиям и оказался энергичным и способным полководцем. В 90 году до н. э. Силон смог уничтожить одну из римских армий благодаря военной хитрости: он явился к проконсулу Квинту Сервилию Цепиону под видом перебежчика и уговорил выступить для захвата марсийского лагеря, якобы оставшегося без командира. Римляне попали в засаду: по сигналу Квинта Попедия марсы и вестины напали на них в горной местности и всех перебили. Предположительно именно Силон разбил в начале 89 года до н. э. римского консула Луция Порция Катона.
В 88 году до н. э., когда Мутил отошёл от дел, Квинт Попедий стал главнокомандующим над войсками италиков. Известно, что он освободил 20 тысяч рабов, чтобы пополнить ими поредевшие ряды повстанцев. Тем не менее в том же году Силон потерпел поражение и погиб в схватке. Это произошло или при Теане, в бою с римским легатом Сульпицием (предположительно будущим народным трибуном Публием Сульпицием), или в Япигии, в бою с Квинтом Цецилием Метеллом Пием. С гибелью Силона активная фаза Союзнической войны закончилась победой Рима.
Предположительно потомком Квинта Попедия был Попедий Силон, легат в армии Публия Вентидия Басса на Востоке в 39 году до н. э.

## В художественной литературе
Квинт Попедий стал персонажем романов австралийской писательницы Колин Маккалоу «Первый человек в Риме» и «Венец из трав».